# Sinzinger (Adelsgeschlecht)
Die Sinzinger waren ein bayerisches Adelsgeschlecht, das im Dienste der Burggrafen von Regensburg stand und deren Aufgabe es war, den Verkehr und insbesondere den Güterverkehr, der von Sinzing ausging, zwischen Naab, Schwarzer Laaber und Donau zu kontrollieren. Eine Grablege oder entsprechende Grabsteine der Herren von Sinzing sind nicht bekannt.
Der Name von Sinzing leitet sich von dem Personennamen Sinzo ab und verweist als echter ing-Name auf die Zeit der bajuwarischen Landnahme (6. Jahrhundert).

## Geschichte der Herren von Synzendorf
Bereits zu Beginn des 10. Jahrhunderts wird von Uodalfrid, Bischof von Eichstätt (912–933), ein Familiengut und ein Schiffszoll zu Sinzing in seinem Testament bestätigt. Ein Hartwig de Syntzing wird 1040 mit seinen beiden Söhnen Englmayr und Hademar genannt. 1060 tritt ein Gotschalk von Syntzingen auf, der mit einer Gunigunde verheiratet ist und die Söhne Grimold und Ruprecht hat. 1080 wird sein Erstgeborener Grimold sein Nachfolger, 1128 tritt dessen Sohn Gotfried I. das Erbe an, 1159 folgt wiederum dessen Sohn Gotfried II., der mit Bertha von Werd verheiratet ist. Das Ehepaar hat vier Söhne (Gotfried, Ulrich, Engelprecht und Konrad) und zwei Töchter (Adelhait und Leutgart). Der Erstgeborene übernimmt als Gotfrid III. die Nachfolge. Auf ihn folgt sein Sohn Grimold III., der 1237 mit seiner Ehefrau Judith von Arbenhofen erwähnt wird. 1260 übernimmt ihr Sohn Gotfried IV. das Erbe. Der letzte der Synzendorfer ist wieder dessen Sohn Wernher (1290 genannt); mit ihm starb das Geschlecht der Synzendorfer aus.

## Weitere Erwähnungen Adeliger von Sinzingen
Eine Grafschaft des Heinrich von Sintzingen wird am 22. Juli 1080 in Nürnberg bei der Verleihung eines Wildbanns an die Eichstätter Kirche unter dem Bischof Udalrich I. genannt. Vermutlich war dies ein Zweig der Burggrafen von Regensburg, der sich nach Sinzing nannte. 
Erwähnungen von Mitgliedern des niedrigen Adels, die sich nach Sinzing nannten, treten mehrmals als Zeugen bei Beurkunden auf. In den Traditionen des Klosters Prüfening werden genannt: 1145 Isenreich de Sinzingen mit seinen Söhnen Buchardus und Bertold.  Der Buchardus war mit einer Elise verheiratet und ein Sohn namens Berthold ist Kanoniker der Regensburger Kirche. Weitere Erwähnungen beziehen sich auf Eberhard de Svnzingen  (1130 und 1140), Sazo de Sinzingen (1140), Albero de Sinzingen (1160 und 1170), Trutmann de Sinzingen (1170 und 1180), Wernher de Sinzing und sein Bruder Frater Girmold (1170 und 1180), Chunrad de Sinzingen (1200), Wernher, Sohn des Sazos von Sinzingen (1170 und 1200). In den Traditionen des Hochstifts Regensburg und des Klosters St. Emmeram sind genannt: Buchardus de Sinzingen (1159/1160), Adalberto de Sincingare (1160, 1170), Wernherus de Sioncigin (1171, 1184), Cunrads Sohn Rudolfi Sinzingin (1201, 1210). In den Urkunden des Klosters Weltenburg wird vor 1089 Engilmar de Sinzing als Zeuge genannt und in dem ältesten Urbarfragment des Klosters Rohr tauchen 1171 und 1178 ein Cunradus, sein Bruder Berenherus und deren Onkel Werenherus de Sintzungen auf.
Der Ministeriale Burchardus de Sinzingen erhält das von dem Burggrafen Heinrich von Regensburg aufgegebene Gut in Sinzing im Tausch mit einem Gut in Horwen und einem Weinberg zu Winzer. Das Sinzinger Gut umfasste eine Kirche (vermutlich die St. Gilgenkirche, Fährenweg 20), mehrere Gebäude (der Sitz zu Sinzing soll das ehemalige Bräuhaus, Donaustraße 13 gewesen sein), Gewässer und Fischereien, Wiesen, Weiden und Weingärten. Ein Predium (Landgut) zu Sinzing kam durch Adelbero de Sinzingen 1161 an das Kloster Prüfening. Weitere Schenkungen an dieses Kloster erfolgten bereits 1145 durch Purchard de Sinzingen.